# Donax souverbianus
Donax souverbianus is een tweekleppigensoort uit de familie van de Donacidae. De wetenschappelijke naam van de soort is voor het eerst geldig gepubliceerd in 1860 door Montrouzier Souverbie.